# Gare de Roisel
La gare de Roisel est une ancienne gare ferroviaire française, située sur le territoire de la commune de Roisel, dans le département de la Somme, en région Hauts-de-France.

## Situation ferroviaire
Elle est située au point kilométrique 163,5 de la ligne de Saint-Just-en-Chaussée à Douai. Son altitude est de 75 m.

## Histoire
La gare de Roisel était autrefois desservie par des omnibus pour Montdidier et Cambrai, voire Douai, ainsi que par un express, puis autorail direct Valenciennes - Cambrai - Chaulnes - Montdidier - Creil - Paris-Nord et retour. Ce train empruntait la ligne d'Ormoy-Villers à Boves entre la bifurcation de Longueil et Montdidier. Selon les époques, il y avait également un autorail direct pour Compiègne et retour (instauré en été 1936 mais transformé en autorail omnibus ultérieurement) et deux à trois aller-retours par jour pour Amiens, empruntant la ligne d'Amiens à Laon entre Amiens et Chaulnes. À la fin des années 1930, l'un de ces trains était assuré en autorail express. Globalement, la gare de Chaulnes était desservie par neuf trains par jour et par sens jusque dans les années 1950, et un peu moins pendant les années 1960. Le trafic voyageurs a été reporté sur la route le 1er avril 1970.

## Service routier

### TER Picardie
La gare est desservie par les autocars TER Picardie (ligne de Montdidier à Roisel) et assure une correspondance ferroviaire en gare de Chaulnes. Les horaires pratiqués ne permettent pas d'établir des correspondances avec la suite de la ligne vers Saint-Just-en-Chaussée, Amiens ou Compiègne.

### Réseau arcenciel
La ligne n° 305 du réseau départemental du Conseil général du Nord « arc en ciel » propose un aller-retour Roisel - Cambrai par jour du lundi au samedi, avec départ le matin et retour le soir. Cette organisation de la desserte ne permet plus de voyager entre Cambrai, Péronne, Roye et Montdidier.